# کوی سیزده آبان
کوی ۱۳ آبان در ناحیه ۳ منطقه ۲۰ تهران قرار دارد. این محله در سال ۱۳۴۲ شمسی ساخته شده‌است و پیش از انقلاب به نهم آبان شهرت داشت. علت این نام گذاری روز تولد رضا پهلوی فرزند بزرگ محمدرضاشاه و ولیعهد وی بود، ولی بعد از انقلاب ۱۳ آبان نام گرفت. محله ۱۳ آبان دارای ۸۸ کوچه می‌باشد؛ و نام کوچه‌ها از ماه‌های سال گرفته شده‌است. سیزده آبان اولین محله تهران و ایران بود که از لوله‌کشی گاز استفاده شد.
این محله در محدوده ی انتهایی خیابان رجایی تهران واقع شده و از شمال به اتوبان آزادگان،غرب به بازار آهن تهران(آهن مکان) و اتوبان بهشت زهرا و محلات صالح آباد شرقی 
و غربی(بازار لوازم آشپزخانه،تزئینی و اسباب بازی ایران)،شرق به محله جوانمرد قصاب و خیابان رجایی و از جنوب به محلات امامزاده ابوالحسن و ابراهیم و شهرک های دادمان و کمیته منتهی میشود همچنین محله ی عظیم آباد(حصیرآباد سابق) از توابع شهرک سیزده آبان محسوب میشوند.
محله کوی سیزده آبان محل تولد و رشد چهره های مختلف شناخته شده در عرصه های مختلفی بوده است که از مهم ترین آنها میتوان به ابوالفضل پورعرب ستاره سینمای ایران در دهه های ۶۰ تا ۸۰ خورشیدی و سیمانصیری  بازیگر وکارگردان وهمچنین علیرضا اسحاقی از بازیگران و نویسندگان سبک دفاع مقدس دانیال حکیمی و مجتبی پیرزاده نام برد،در عرصه ورزش هم میتوان از حسین عبدی و روح الله عبادزاده از پیشکسوتان اسبق باشگاه پرسپولیس و محمد خرمگاه مدافع اسبق باشگاه استقلال همچنین حجت الله شاه نباتی گلر اسبق تیم راه آهن یاد کرد، همچنین علیرضا دبیر قهرمان اسبق کشتی آزاد کشور هم از افراد بومی این محله در جنوبی ترین نقطه نقشه شهر تهران میباشند و در بین چهره های سیاسی ایران میتوان از عبدالله رمضان زاده سخنگوی دولت سیدمحمد خاتمی و اکبر گنجی از اپوزیسیون های جمهوری اسلامی ایران نام برد و افراد شناخته شده ای همچون امین فرزانه و وحید مرادی همگی از افراد بومی محله شهرک سیزده آبان هستند .